# Leon Chancler
Leon "Ndugu" Chancler (født 1 juli 1952 i Louisiana, død 3. februar 2018) var en amerikansk jazzfunktrommeslager, percussionist, komponist og musikproducer. 
Chancler spillede med blandt andre Weather Report, Miles Davis, Freddie Hubbard, Herbie Hancock, Bobby Hutcherson etc.
Chancler figurerede mest som studie-percussionist på plader i alle stilarter feks. med Michael Jackson, Stanley Clarke, Carlos Santana, Donna Summer, Hubert Laws, Frank Sinatra, Kenny Rogers, Thelonius Monk, John Lee Hooker etc. 